# ランダル・レアル
ランダル・レアル（Randall Leal、1997年1月14日 - ）は、コスタリカ出身の同国代表プロサッカー選手。ポジションはFW。メジャーリーグサッカー・D.C. ユナイテッド所属。

## 経歴

### クラブ
ベレンFCに所属していた2013年10月27日、CSカルメリタとの試合でプロデビュー。2014年1月12日のプンタレナスFC戦でプロ初ゴールを決めた。
2015年2月19日、ベルギーのKVメヘレンと契約を結んだ。
2018年8月13日、コスタリカに帰国しデポルティーボ・サプリサと契約を結んだ。
2019年9月5日、ナッシュビルSCに移籍。
2025年1月、D.C. ユナイテッドに移籍した。

### 代表
2018年8月28日、ロナルド・ゴンサレス暫定監督によってアジアでの親善試合に参加する代表メンバーに選ばれた。9月7日、高陽総合運動場での韓国戦で、56分にエリアス・アギラールとの交代でピッチに立ちコスタリカ代表デビューを果たした。試合には2-0で敗れた。